# Геркулес (мультфильм)
«Геркулес» (англ. Hercules) —американский фэнтезийный комедийный фильм  1997 года, снятый Walt Disney Feature Animation для Walt Disney Pictures. Он 35-й диснеевский мультфильм и восьмой, снятый во времена Ренессанса «Диснея». Мультфильм основан на древнегреческих мифах о легендарном герое Геракле (известном в фильме под своим римским именем Геркулес), сыне Зевса.
Режиссёрами фильма стали Джон Маскер и Рон Клементс, которые также были продюсерами фильма Элис Дьюи Голдстоун. Сценарий был написан Маскером, Клементсом, Дональдом МакИнери, Бобом Шоу и Ирен Меччи, главные роли озвучивали Тейт Донован, Дэнни Де Вито, Джеймс Вудс и Сьюзан Иган.

## Сюжет
Мультфильм рассказывает историю Геркулеса, который с рождения изначально был богом, но после из-за козней стал полубогом с остаточной суперсилой. Он должен стать настоящим героем, чтобы вернуть бессмертие и место на горе Олимп, в то время как его злой дядя Аид замышляет захватить Олимп.
В семье Зевса и Геры рождается сын Геркулес. Единственным из богов, не разделяющим праздник олимпийцев, является Аид: незадолго до рождения ребёнка он узнаёт пророчество, гласящее о том, что Геркулес — единственный, способный помешать ему захватить власть на Олимпе. Аид посылает своих приспешников отравить младенца зельем, превращающим в смертного и устранить угрозу.
Однако план проваливается: Геркулес выпил не всё зелье и остался в живых, превратившись в простого смертного, обладающего недюжинной силой. Выросший в семье Амфитриона и Алкмены, со временем Геркулес отправляется в храм Зевса в поисках своей судьбы. В храме Зевс, к его удивлению, признаёт в нём своего потерянного сына и сообщает ему условие: он сможет вернуться на Олимп, если станет настоящим героем.
С помощью сатира Филоктета и верного крылатого коня Пегаса Геркулес приступает к тренировкам, становясь ловким и выносливым. Вскоре он завоевывает славу во всей Греции, уничтожая всех монстров в округе.
Совершая подвиги, Геркулес влюбляется в таинственную девушку Мегару (Мэг). Впоследствии оказывается, что Мэг продала душу Аиду и всё это время, являясь его агентом, искала слабое место Геркулеса, однако сама же влюбляется в него. Догадавшийся обо всём Аид предлагает сделку: взамен на свободу и безопасность любимой Геркулес отказывается от своей божественной силы на один день. Герой принимает условия.
Аид тотчас осуществляет свой коварный план с помощью заточённых Зевсом титанов и на Земле воцаряется хаос. 
В ходе землетрясения Мэг жертвует собой ради Геркулеса, оттолкнув его в сторону от упавшей колонны. Поскольку условия сделки с Аидом нарушены, она перестает действовать: сила возвращается к герою, который без труда справляется с титанами и спасает Олимп. Но в его отсутствие Мэг умирает.
Разъярённый горем Геркулес отправляется к Аиду и жертвует своей душой взамен Мэг. Аид соглашается на сделку при условии, что тот успеет дотронуться до души Мэг в Водовороте душ, прежде чем постепенно умрёт сам. Геркулес успевает дотянуться до возлюбленной в самый последний момент. Совершив поступок настоящего героя — пожертвовав собой ради любимой — Геркулес становится полноценным богом и возвращает Мэг к жизни. Они вместе отправляются на Олимп. Однако, поколебавшись после торжественной встречи, устроенной ему богами, Геркулес отказывается от вечной жизни на Олимпе ради земной жизни с Мэг.

## Роли озвучивали
| Актёр (актриса)   | Персонаж                                    | Русский дубляж                                   |
| ----------------- | ------------------------------------------- | ------------------------------------------------ |
| Тейт Донован      | Геркулес (он же Герк)                       | Родион Приходько                                 |
| Джош Китон        | Юный Геркулес (речь)                        | Ярослав Иванов                                   |
| Роджер Барт       | Юный Геркулес (вокал)                       | Игорь Балакирев                                  |
| Дэнни Де Вито     | Филоктет (он же Фил), сатир                 | Борис Хвошнянский (речь), Сергей Мардарь (вокал) |
| Джеймс Вудс       | Аид, бог загробного мира                    | Николай Буров                                    |
| Сьюзан Иган       | Мегара (она же Мег), возлюбленная Геркулеса | Сауле Искакова (речь), Оксана Картушова (вокал)  |
| Бобкэт Голдтуэйт  | Боль, розовый чёрт                          | Алексей Гурьев                                   |
| Мэтт Фрюэр        | Паник, голубой чёрт                         | Валерий Кухарешин                                |
| Рип Торн          | Зевс                                        | Александр Демьяненко                             |
| Саманта Эггар     | Гера                                        | Светлана Шейченко                                |
| Барбара Бэрри     | Алкмена                                     | Татьяна Иванова                                  |
| Хэл Холбрук       | Амфитрион                                   | Вадим Никитин                                    |
| Пол Шеффер        | Гермес                                      | Валерий Захарьев                                 |
| Аманда Пламмер    | мойра Клото                                 | Нина Потаповская                                 |
| Кэрол Шелли       | мойра Лахеса                                | Татьяна Бузян                                    |
| Пэдди Эдвардс     | мойра Атропа                                | Елена Ставрогина                                 |
| Чарлтон Хестон    | Рассказчик                                  | Иван Краско                                      |
| Патрик Пинни      | Циклоп                                      | Алексей Гурьев                                   |
| Лиллиас Уайт      | Каллиопа, муза эпической поэзии             | Сауле Искакова                                   |
| Ванес Тома        | Клио, муза истории                          | Людмила Бауэр                                    |
| Шерил Фримэн      | Мельпомена, муза трагедии                   | Елена Терновая                                   |
| Лашанз            | Терпсихора, муза танца                      | Анна Гузикова                                    |
| Роз Райан         | Талия, муза комедии                         | Татьяна Валькова                                 |
| Кит Дэвид         | Аполлон                                     | Олег Куликович                                   |
| Уэйн Найт         | Деметрий, торговец гончарными изделиями     | Вадим Гущин                                      |
| Аарон Майкл Мечик | Ификл                                       | Борис Хволес                                     |
| Сандра Бернхард   | Кассандра                                   | Елена Перцева                                    |
| Тиа Каррере       | Мэригольд                                   | Ксения Бржезовская                               |

На русский язык мультфильм дублирован кинокомпанией «Нева-1» по заказу компании «Disney Character Voices International» в 1997 году, а премьера дубляжа состоялась 2 июня 2001 года.
Режиссёр дубляжа — Людмила Демьяненко.

## Производство

### Разработка
В начале 1992 года тридцать художников, сценаристов и аниматоров представили свои идеи для возможных мультфильмов, на каждый из которых было дано ограниченное время в две минуты. Первая идея была для экранизации «Одиссеи», которая была запущена в производство следующим летом. Однако производство фильма было прекращено, когда оно оказалось слишком длинным, в нём не хватало центральных персонажей и оно не было переведено в анимационную комедию. Аниматор Джо Хайдер также предложил рассказать историю из греческой мифологии, но полагал, что шансы на успех резко упали, когда работа над «Одиссеей» была прекращена. Он создал эскиз Геркулеса и представил краткий план, установленный во время Троянской войны, где обе стороны ищут главного героя для своего секретного оружия. Геркулес делает выбор, не учитывая последствия, хотя в конце концов он учится смирению и понимает, что сила не всегда является ответом. С завершением питчинга «Геркулес» был одобрен для разработки, в ходе которого Хайдер представил полуторастраничный план, но его участие в проекте не увенчалось успехом.
В ноябре 1992 года после успеха мультфильма «Аладдин», режиссёры Рон Клементс и Джон Маскер возродили «Планету сокровищ» до осени 1993 года. Сценаристы «Аладдина» Тед Эллиотт и Терри Россио впоследствии взяли более ранние идеи Клементса и Маскера и написали сценарий. Джеффри Катценберг, который был председателем Walt Disney Studios, не одобрил проект и вместо этого предложил им сделать экранизацию «Принцессы Марса» (на экранизацию которой Дисней имел права). Клементс и Маскер не были заинтересованы в экранизации, и утратили свои права на фильм. Позже Катценберг заключил сделку с режиссёрами о производстве ещё одного коммерчески жизнеспособного фильма, прежде чем он получит зелёный свет на «Планете Сокровищ». Отклонив предложения по экранизации «Дон Кихота», «Одиссеи» и «Вокруг света за 80 дней», режиссёры были уведомлены о подаче Хайдера для полнометражного фильма «Геркулес». "Мы думали, что это будет наша возможность снять фильм о «супергерое», — сказал Маскер, поэтому — «Мы с Роном — фанаты комиксов. Студии понравилось, что мы переходим к этому проекту, и мы сделали [Геркулеса]».
Разработка мультфильма началась в 1992 году после адаптации мифологических историй Геракла аниматора Джо Хайдара. Тем временем Клементс и Маскер возродили свою идею для «Планеты сокровищ» (2002) после успеха Аладдина (1992). Их проект был убран с разработки в 1993 году, и Маскер и Клементс присоединились к «Геркулесу» в том же году. После неиспользованного обращения Хайдера Клементс и Маскер изучили несколько интерпретаций греческой мифологии, прежде чем отказаться от романа Зевса с Алкменой. Проект прошёл несколько сюжетных обработок, и первый сценарий был вдохновлён эксцентрическими комедиями классической голливудской эпохи и поп-культурой 1990-х годов. МакЭнери, Шоу и Мекки были привлечены к пересмотру сценария. Британский карикатурист Джеральд Скарф был нанят в качестве художника-постановщика и создал более семисот визуальных дизайнов персонажей. Исследовательские поездки в Грецию и Турцию стали вдохновением для дизайна фона. Анимация фильма была сделана в Калифорнии и Париже. Компьютерная анимация использовалась в нескольких сценах, в основном в сцене битвы с Гидрой.
«Геркулес» был выпущен 13 июня 1997 года и получил в целом положительные отзывы от кинокритиков, а выступление Джеймса Вудса в роли Аида получило особую похвалу, но анимация (особенно визуальный стиль) и музыка получили смешанный отклик. Мультфильм не очень удачно прошёлся в прокате, особенно по сравнению с предыдущими мультфильмами Disney, в конечном итоге заработав 252,7 миллиона долларов по всему миру. Позднее вышел мидквел «Геркулес: Как стать героем» (1999), который послужил пилотом для мультсериала «Геркулес», посвящённый Геркулесу во время его пребывания в Академии Прометея.

### Сценарий
Во время работы над «Геркулесом» Клементс и Маскер провели исследования и написали обширные заметки для фильма. В отрывках, подробно описанных в ноябре 1993 года, сходство между их набросками включало наивного главного героя, пойманного между двумя мирами, напарника типа Дэнни Де Вито, мировую героиню и могущественного злодея в битве идеализма против цинизма. Режиссёры также вдохновлялись классическими эксцентрическая комедиями режиссёров Престона Стёрджеса и Фрэнка Капры с «Геркулесом в роли молодого Джимми Стюарта в фильме „Мистер Смит едет в Вашингтон“», — объяснил Маскер, и "Мег смоделирована по образу Барбары Стэнвик, особенно персонажей, которых она сыграла в фильмах «Леди Ева» и «Познакомьтесь с Джоном Доу».
При подготовке сценария Клементс и Маскер консультировались с работами Томаса Булфинча, Эдит Гамильтон, Роберта Грейвса и других переводчиков греческой мифологии, пока не пришли к выводу не изображать традиционную историю Геркулеса. Поскольку Зевс — отец Геркулеса вне брака с Герой, Клементс отметил, что «беззаконние будет трудной темой для диснеевского фильма. Поэтому [он и Маскер] думали о том, как он может быть наполовину человеком и наполовину богом. Они больше двигались к тому, чтобы сделать злодеем Аида вместо Геры. Подземный мир казался таким увлекательным, тёмным образом; контраст с Олимпом, казалось, имел всевозможные визуальные возможности». Кроме того, во время своих исследований режиссёры вдохновлялись корреляцией популярности Геркулеса по сравнению с популярностью спортивных спортсменов и знаменитостей в современную эпоху, причём оба заявили, что Геркулес был Майклом Джорданом своей эпохи.
После нескольких встреч и сюжетных конференций Клементс и Маскер написали несколько сюжетных обработок, прежде чем перейти к своему первому сценарию. Комедийные сценаристы Дональд МакЭнери и Боб Шоу были наняты креативным руководителем Джейн Хили для работы над «Геркулесом». Между тем, их черновик был одновременно переписан Ирен Меччи, что в целом привнесло в сценарий дополнительный юмор и определение.

### Кастинг
Донни Осмонд первоначально пробовался на роль главного героя, но ему было отказано, потому что его голос считался слишком глубоким, а затем ему была дана роль в фильме «Мулан» (1998). Написание роли Филоктета, Маскер и Клементс предвидели роль Дэнни Де Вито. Тем не менее, Де Вито отказался от прослушивания, поэтому читать эту роль были приглашены Эд Аснер, Эрнест Боргнайн и Дик Латесса. После того, как Ред Баттонс прошёл прослушивание, он ушёл, заявив: «Я знаю, что ты собираешься делать. Ты отдашь эту роль Дэнни Де Вито!». Вскоре после этого режиссёры и продюсер Элис Дьюи пришли к Де Вито во время съёмок фильма «Матильда» (1996), где Де Вито подписал контракт на роль.
Для каждого мультфильма Дисней со времён «Красавицы и Чудовища» Сьюзан Иган пробовалась на роль, а затем получила роль Белль в бродвейском мюзикле. Узнав о «Геркулесе», Иган активно преследовала роль Мегары, хотя она рассказала, что «Алан Менкен изначально заблокировал меня от этой части. Он сказал, что главная женская роль в „Геркулесе“ должна была быть этой циничной умной задницей, совсем не звучащей как милая, невинная Белль». Менкен в конечном итоге смягчился и позволил Иган пройти прослушивание на эту роль. Иган озвучивала роли перед микрофоном, когда её снимали на видео в роли музыкального режиссёра Менкена, музыкальный директор «Красавицы и Чудовища» Майкл Косарин и создатели сидели за столом с закрытыми глазами. Через девять месяцев после результатов тестовой анимации, синхронизированной с прослушиванием Иган, она выиграл эту роль. Во время производства у Мег первоначально была баллада «I Can’t Believe My Heart», но Кен Дункан, аниматор Мег, указал, что песня была нехарактерной для Мег. Менкен и Зиппел позже сочинили песню «I Won’t Say I’m in Love».
Кастинг Аида оказался очень проблематичным для Маскера и Клементса. Когда Де Вито спросил режиссёров, кого они имеют в виду сыграть Аида, Маскер и Клементс ответили, что не выбрали подходящего актёра. В ответ Де Вито сказал: «Почему бы не спросить Джека [Николсона]?». После того, как Де Вито уведомил Николсона о проекте, на следующей неделе студия была готова заплатить Николсону 500 000 долларов за роль, но Николсон потребовал примерно зарплату в размере 10-15 миллионов долларов плюс 50-процентное сокращение всей выручки от товаров Аида. Не желая делиться выручкой от мерчандайзинга с актёром, Дисней вернулся со встречным предложением, которое было значительно меньше, чем просил Николсон. Из-за этого Николсон решил покинуть проект.
Разочарованные отказом Николсона, Клементс и Маскер в конечном итоге выбрали Джона Литгоу на Аида осенью 1994 года. После девяти месяцев попыток сделать роль Аида, Литгоу был освобождён от этой роли в августе 1995 года. По словам Джона Маскера, Рон Сильвер, Джеймс Коберн, Кевин Спейси, Фил Хартман и Род Стайгер прибыли в студию, чтобы озвучить Аида. Маскер также пригласил продюсера Роберта Эванса. Кроме того, аниматор Ник Раньери утверждал, что Майкл Айронсайд, Терренс Манн и Мартин Ландау также пробовались на эту роль, и что Маскер и Клементс обратились к Джерри Льюису, чтобы озвучить эту роль. Когда режиссёры пригласили Джеймса Вудса прочитать эту роль, они были удивлены интерпретацией Вудса, и он был нанят к октябрю 1995 года. Помощник Аида Боль был написан с учётом Бобкэта Голдтуэйта, хотя актёр признался, что ему всё ещё нужно было пройти прослушивание на роль, несмотря на то, что он сыграл себя.

### Анимация и дизайн
В 1993 году Клементс и Маскер с любовью вспомнили обложку журнала «Time» The Beatles, иллюстрированную английским карикатуристом Джеральдом Скарфом. Работая художником-постановщиком над постановкой «Волшебной флейты», Скарф был приглашён на экскурсию по студии, где Клементс и Маскер заметили прямую корреляцию между стилем Скарфа и стилем греческой вазы. С разрешения студии Скарф был нанят в качестве художника-постановщика для создания дюжины рисунков. Скарф провёл минимальные исследования, не желая, чтобы на него повлияли другие интерпретации, где он отправил тридцать два эскиза через факс или курьера и в конечном итоге составил более 700 чертежей на протяжении всего производства. К июлю 1995 года Скарф и пятнадцать аниматоров и дизайнеров начали разрабатывать рабочие прототипы для каждого персонажа фильма. В том же году создатели фильма отправились в исследовательскую поездку в Грецию и Турцию, чтобы исследовать древнегреческую мифологию. Поскольку стиль Скарфа оказался слишком плавным и хаотичным для аниматоров, стилист-постановщик Сью Николс создала справочные карты для аниматоров, на которых изобразила элементы стиля Скарфа, а также классическую греческую иллюстрацию, чтобы адаптироваться к их работе.
Анимация началась в начале 1995 года с команды из почти 700 художников, аниматоров и техников в Бербанке, штат Калифорния, в то время как Walt Disney Animation France внесла почти десять минут анимации, включая финал со спуском Титанов и Геркулеса в Подземный мир. Андреас Дежа, аниматор Геркулеса, прокомментировал, что анимационная команда, с которой он работал над анимацией Геркулеса, была «самой большой, [над которой он] когда-либо работал». Ранее он работал над другими персонажами (Гастон в «Красавице и Чудовище», Джафар в «Аладдине» и Шрам в «Короле Льве») примерно с четырьмя аниматорами в своей команде, но у него была команда из двенадцати или тринадцати человек для «Геркулеса». Учитывая, что Дежа раньше работал с тремя злодеями, ему сначала предложили Аида, но вместо этого попросили анимировать Геркулеса: «Я знал, будет ли это сложнее и сложнее, но мне просто нужен был этот опыт, чтобы иметь его в вашем репертуаре».
После выхода Покахонтас (1995) для анимации Аида был первоначально назначен Эрик Голдберг, когда считалось, что персонажа сыграет Джек Николсон. Однако, когда Николсон решил оставить роль, Голдберг больше не был заинтересован в анимации персонажа. Примерно в то же время Крису Баку было поручено анимировать Филоктета, но после того, как он покинул производство «Геркулеса», это оставило персонажа Филоктета без аниматора. Затем Голдберг решил анимировать Филоктета, когда Де Вито подписался на роль, отметив его сходство с актёром в их коротком росте, облысении и, по общему признанию, немного «мягких посередине». На протяжении всего производства было двадцать семь дизайнов для персонажа, но окончательный дизайн черпал вдохновение от Ворчуна из мультфильма «Белоснежка и семь гномов» (1937) и Бахуса из мультфильма «Фантазия» (1940) с точки зрения их безумной личности и структуры лица. Для Аида аниматор Ник Раньери черпал вдохновение из концептуальных рисунков Скарфа и манер Джеймса Вудса во время записи. В то время как тело Аида было нарисовано вручную, анимация волос обрабатывалась аниматорами эффектов с участием Раньери о том, как они должны двигаться.
Для Гидры Скарф предоставил предварительные рисунки, чтобы дать мифическому чудовищу необходимые клыки и серпантинные шеи, прежде чем работа была передана команде компьютерной анимации во главе с Роджером Гулдом. Гидра была превращена в глиняную модель, где размеры были оцифрованы в компьютеры как каркасная модель, с помощью которой монстр был анимирован. В начале производства создатели фильма решили, что Гидра в конечном итоге будет иметь тридцать голов, с помощью которых аниматоры создадут одну главную голову, и компьютер сможет умножить головы в желаемый масштаб. В целом, тринадцать аниматоров и технических директоров потратили почти полтора года на создание четырёхминутной сцены битвы. Кроме того, поскольку режиссёры представляли Олимп как город, состоящий из облаков, нарисованные фоны облаков и облачные образы были смешаны с анимацией нарисованных эффектов, чтобы создать технику морфинга, которая использовалась для колыбели маленького Геркулеса и лежащего кресла Зевса.

### Музыка
Саундтрек к мультфильму состоит из музыки, написанной композитором Аланом Менкеном и лириком Дэвидом Зиппелем, оркестрованной Дэниелом Трубом и Майклом Старобиным, с вокалом в исполнении Лиллиас Уайт, Лашанз, Роз Райан, Роджера Барта, Дэнни Де Вито, Альбом также включает в себя сингл-версию «Go the Distance» Майкла Болтона. Это был последний фильм эпохи Ренессанса «Диснея», для которого музыку написал Алан Менкен.

## Показ

### Маркетинг
4 февраля 1997 года Disney начала свою маркетинговую кампанию, начав пятимесячный рекламный тур под названием Disney’s Hercules Mega Mall Tour. Тур, спонсируемый Chevy Venture, шёл в 20 городах, начиная с Атланты, штат Джорджия. Ранее использовавшийся для маркетинговых кампаний для «Покахонтас» и «Горбуна из Нотр-Дама», тур включал одиннадцать достопримечательностей, включая мультимедийное сценическое шоу, миниатюрную карусель на тему Baby Pegasus, карнавал с игровыми кабинами на тему Геркулеса и десятиминутный анимационный семинар, организованный аниматором Андреасом Дежей, где посетители пробовали свои силы в рисовании Геркулеса.
14 июня премьера мультфильма сопровождалась выступлением Геркулеса на Главном улице в Диснейленде, который состоялся в Таймс-сквере. Парад электрифицированных поплавков, который транслировался в прямом эфире на Disney Channel в рамках программы, связанной с созданием «Геркулеса», прошёл от 42-й улицы до Пятой авеню. В параде также приняли участие Лорен Хаттон, Харви Кейтель, Энди Гарсия, Барбара Уолтерс, Майкл Болтон и Мэрилу Хеннер, а также олимпийские спортсмены, которые катались на тридцати поплавках. Мероприятие в СМИ не обошлось без споров, так как бывший мэр Нью-Йорка Эд Коч возражал против передачи города Диснею, а критики поднимали вопросы о том, что политики готовы дать частной фирме в обмен на инвестиции. Кроме того, почти 100 членов Национальной ассоциации работников и техников вещания воспользовались возможностью, чтобы заключить новый контракт от Disney/ABC с президентом местного профсоюза Тони Капитано, который пожаловался: «Я думаю, что мэр отдал город Диснейленду». Кроме того, 5000 предприятий и жителей города чувствовали себя необычно жутко, когда их попросили приглушить свет во время парада. После парада в комплексе Chelsea Piers состоялась частная вечеринка, где гостям ужина были вручены песни Сьюзан Иган, поющей из фильма вдоль реки Гудзон, и десять минут фейерверков.
Кроме того, фильм сопровождался маркетинговой кампанией с рекламными врезками с 85 лицензиатами, включая McDonald’s, Mattel, Nestlé, Hallmark и различные товары. Видеоигра под названием «Hercules Action Game» была разработана Eurocom и выпущена в июле 1997 года для PC и PlayStation. Ещё одна игра была разработана Tiertex Design Studios и выпущена для Game Boy компанией THQ в том же месяце. Геркулес также был первой адаптацией Disney on Ice до выхода фильма в кинотеатрах.

### Выход на видео
Мультфильм был выпущен на VHS и LaserDisc в США 3 февраля 1998 года как часть серии Walt Disney Masterpiece Collection. К лету 1998 года продажи и аренда VHS составили 165 миллионов долларов. Затем 9 ноября 1999 года мультфильм вышел на DVD под названием «Limited Issue» в течение ограниченного шестидесятидневного периода времени, прежде чем войти в мораторий. В январе 2000 года Walt Disney Home Video начал золотую классическую коллекцию, а Геркулес был переиздан на VHS и DVD 1 августа 2000 года. На DVD были фильм в соотношении сторон 1,66:1, сертифицированный THX и дополнительные материалы, включая документальное видео «The Making of Hercules» и музыкальное видео «Go The Distance», спетое Рики Мартином, а также буклет «Animals of the Outback». Ранние релизы DVD использовали 35-миллиметровую версию фильма, а не компьютер для кодирования непосредственно в цифровой формат. Фильм был выпущен на Blu-ray, DVD и Digital HD 10 июня 2014 года. 1 сентября 2017 года мультфильм стал доступен на Netflix.

## Реакция

### Кассовые сборы
Аналитики Уолл-стрит подсчитали, что «Геркулес» может принести от 125 до 150 миллионов долларов в США на основе обширной маркетинговой кампании и лёгкого, юмористического тона фильма, похожего на тон «Аладдина». Мультфильм начал свой ограниченный прокат в Северной Америке 13 июня 1997 года, играя в одном выбранном кинотеатре. Фильм заработал 249 567 долларов в выходные с 13 по 15 июня, заняв тринадцатое место в рейтинге кассовых сборов. В течение первых двух недель фильм собрал 1,45 миллиона долларов, когда он расширился до двух избранных кинотеатров. Широкий прокат состоялся 27 июня 1997 года на 2621 экране. В выходные дни 27-29 июня кассовые аналитики подсчитали, что «Геркулес» заработал 21,5 миллиона долларов, заняв второе место после Face/Off, который собрал 22,7 миллиона долларов.
За первые две недели всеобщего выпуска мультфильм заработал 58 миллионов долларов по сравнению с «Покахонтас» (80 миллионов долларов) и «Королем Львом» (119 миллионов долларов) за соответствующие две недели. Считающаяся разочарованием среди акционеров Disney, цена акций Disney упала на 9,7 процента, благодаря чему руководители обвинили кассовые сборы фильма в «большей конкуренции». К третьим выходным президент Buena Vista Pictures Distribution Дик Кук признался, что конкурирующие семейные фильмы, такие как «Люди в чёрном» и «Бэтмен и Робин», сыграли роль в кассовых сборах, но прогнозировал, что фильм соберёт 300 миллионов долларов по всему миру. Аналогичным образом, аналитики предположили, что «Геркулес» не сильно апеллирует к взрослым и подросткам по сравнению с «Красавицей и Чудовищем», «Аладдином» и «Королём Львом», которые служили фильмами о свиданиях и семейными выходами. К весне 1998 года «Геркулес» собрал 99 миллионов долларов, а международные сборы увеличили прибыль до 252,7 миллионов долларов.

### Критика
Мультфильм получил положительные отзывы от критиков. На «Rotten Tomatoes» мультфильм имеет рейтинг 84 % на основе 55 отзывов со средним оценкой 7/10. Консенсус сайта гласит: «Быстрый и наполненный десятками отсылок на поп-культуру, „Геркулес“, возможно, не соответствует истинной классике диснеевского пантеона, но это всё ещё очень весело». «Metacritic» присвоил фильму оценку 74 из 100, основанную на 22 отзывах, что указывает на «в целом благоприятные отзывы». Зрители, опрошенные «CinemaScore», дали фильму среднюю оценку «A» по шкале от A+ до F.
Джеймс Вудс получил всеобщее признание за озвучку Аида. В отзыве «Entertainment Weekly» Оуэн Глейберман дал фильму оценку «А», сказав, что это было самое захватывающее выступление Вудса со времён «Сальвадора». Он написал, что его выступление «является вдохновлённой частью мертвого водевиля. Его сухая шутка уморительно несоответственна — он как враждебный, мудрый продавец, оказавшийся в ловушке в теле антихриста». Роджер Эберт из «Chicago Sun-Times» дал положительный отзыв, наслаждаясь сюжетом, а также анимацией. Эберт также похвалил исполнение Аида Вудсом, заявив, что Вудс приносит «что-то из той же словесной изобретательности, что и Робин Уильямс принес „Аладдину“». Аналогичным образом, кинорецензент «Chicago Tribune» Джин Сискел, присуждая фильму 2 звёзды из 4, заявил: «Единственным запоминающимся персонажем в фильме является красиво нарисованный злодей Аид (озвученный Джеймсом Вудсом), который стремится превратить Геркулеса в тёмную сторону. Аид поставляет джинн-паттер, который Робин Уильямс предоставил в „Аладдине“». Джанет Маслин из «The New York Times» также похвалила игру Вудса, отметив, что он «показывает полное воодушевление острого злодея Скарфа», и добавила: «На любом уровне, земном или ином, гениальный новый анимационный „Геркулес“ довольно божественный». Джеймс Берардинелли, кинокритик «ReelViews», присудил фильму 3 звезды из 4, написав: «Настоящей звездой шоу является Джеймс Вудс, чей Аид является самым ярким диснеевским творением со времён Джинна Робина Уильямса. Аид — живой злодей с отличным репертуаром однострочников. И хотя Вудс не такой вокальный хамелеон, как Уильямс, он достаточно близок, чтобы это вряд ли имело значение».
Стиль анимации, вдохновленный Скарфом, получил смешанные отзывы, а Берардинелли назвал его самым разочаровывающим аспектом фильма. Он написал: «Такой подход заставляет фильм выглядеть поспешным, а иногда и неполным. Это никогда не бывает визуальным чудом — даже компьютерные сцены не могут произвести впечатление. Сцены, предназначенные для того, чтобы предложить самое большое зрелище — Олимп и Подземный мир — провоцируют не более чем зевоту». Аналогичным образом, Сискел отметил своё удивление тем, «как мягко и дёшево выглядит анимация». В статье для «The Washington Post» Дессон Хау раскритиковал анимацию как "одну из худших, через которые я когда-либо съёжился, включая угловой кусок фильмов Дона Блута и каждый дрянный мультфильм, который проходит по субботнему утреннему телевидению. В «Геркулесе» древние Фивы выглядят как поспешно нарисованное место для полевой поездки из Волшебного школьного автобуса общественного телевидения; и ни один уважающий себя бессмертный не будет замечен смертным в этом упрощённом исполнении горы Олимп. Тем не менее, Кеннет Туран из «Los Angeles Times» отметил, что анимация «имеет достаточно другой вид, чтобы сделать вещи интересными», и похвалил Гидру как технологическое чудо.
Аналогичным образом, музыка также получила смешанный отклик, когда Рита Кемпли из «The Washington Post» написала: «Как и другие песни ветерана Диснея Алана Менкена и его нового поэта Дэвида Зиппеля („Город ангелов“), номер выполняет свою работу, но не свергает храм. На музыку повлияли Евангелие, бродвейские мюзиклы, процессионная музыка и R&B, но её единственная специя — это её разнообразие». Кинокритик «Variety» Леонард Клэди отметил, что отсутствие отличительности музыкального письма Менкена «поражает слишком много уставших нот в своей шестой анимационной музыке» и "в пьесе просто нет песни, которая заставляет вас напевать, когда вы выходите из театра, а баллады, такие как «Go the Distance», потребуют агрессивного повторения для регистрации в качестве материала плейлиста.

### Спор
Дисней намеревался, чтобы премьера фильма состоялась под открытым небом на холме Пникс, но греческое правительство отказалось после того, как греческие СМИ и общественность панорамировали фильм. Киаран Бирн, рецензируя фильм для греческой газеты «Adesmevtos Typos», назвал его «ещё одним случаем, когда иностранцы искажают нашу историю и культуру в соответствии со своими коммерческими интересами».

### Награды и номинации
| Премия                                      | Категория                                                                             | Номинант(ы) | Результат    | Примечания |
| ------------------------------------------- | ------------------------------------------------------------------------------------- | --- | ------------ | ---------- |
| Оскар                                       | Лучшая оригинальная песня                                                             | «Go the Distance» Музыка Алана Менкена; Слова Дэвида Зиппеля                                                                             | Номинация    | [ 83 ]     |
| Энни                                        | Лучший анимационный полнометражный фильм                                              | Лучший анимационный полнометражный фильм                                                                                                 | Номинация    | [ 84 ]     |
| Энни                                        | Лучшее индивидуальное достижение: режиссура в анимационном полнометражном фильме      | Рон Клементс и Джон Маскер | Победа       | [ 84 ]     |
| Энни                                        | Лучшее индивидуальное достижение: продюсирование в анимационном полнометражном фильме | Элис Дьюи, Рон Клементс и Джон Маскер | Победа       | [ 84 ]     |
| Энни                                        | Лучшее индивидуальное достижение: анимация персонажа                                  | Кен Дункан (Мег) | Номинация    | [ 84 ]     |
| Энни                                        | Лучшее индивидуальное достижение: анимация персонажа                                  | Ник Раньери (Аид) | Победа       | [ 84 ]     |
| Энни                                        | Лучшее индивидуальное достижение: анимация эффектов                                   | Мауро Маресса | Победа       | [ 84 ]     |
| Artios Awards                               | Лучший кастинг для анимационного озвучивания                                          | Рут Ламберт | Номинация    | [ 85 ]     |
| ASCAP Film and Television Music Awards      | Самые кассовые фильмы                                                                 | Дэвид Зиппель | Победа       |            |
| Awards Circuit Community Awards             | Лучший анимационный полнометражный фильм                                              | Лучший анимационный полнометражный фильм                                                                                                 | Второе место |            |
| Awards Circuit Community Awards             | Лучшая музыка к фильму                                                                | Алан Менкен | Номинация    |            |
| Blockbuster Entertainment Awards            | Любимый анимационный семейный фильм                                                   | Любимый анимационный семейный фильм | Номинация    | [ 86 ]     |
| Blockbuster Entertainment Awards            | Любимая песня из фильма                                                               | Майкл Болтон — «Go the Distance» | Номинация    | [ 86 ]     |
| Золотой глобус                              | Лучшая песня к фильму                                                                 | «Go the Distance» Музыка Алана Менкена; Слова Дэвида Зиппеля                                                                             | Номинация    | [ 87 ]     |
| Golden Reel Awards                          | Лучший звуковой монтаж в анимационном фильме                                          | Тим Холланд, Гэри Райдстром, Мэрилин Маккоппен, Джон К. Карр, Пэт Джексон, Джефф Джонс, Джеймс Мелтон, Мэри Хелен Лизман и Мариан Уайльд | Победа       |            |
| Golden Reel Awards                          | Лучший звуковой монтаж музыки в анимационном фильме                                   | Кэтлин Фогарти-Беннетт и Эрл Гаффари | Номинация    |            |
| Золотой экран                               | Золотой экран                                                                         | Золотой экран | Победа       |            |
| Los Angeles Film Critics Association Awards | Лучший анимационный фильм                                                             | Лучший анимационный фильм | Победа       | [ 88 ]     |
| Online Film & Television Association Awards | Лучший анимационный полнометражный фильм                                              | Элис Дьюи, Рон Клементс и Джон Маскер | Номинация    | [ 89 ]     |
| Online Film & Television Association Awards | Лучшая музыка к фильму — комедия или мюзикл                                           | Алан Менкен и Дэвид Зиппель | Номинация    | [ 89 ]     |
| Online Film & Television Association Awards | Лучшая песня                                                                          | «Go the Distance» Музыка Алана Менкена; Слова Дэвида Зиппеля                                                                             | Номинация    | [ 89 ]     |
| Online Film & Television Association Awards | Лучшее озвучивание                                                                    | Дэнни Де Вито | Номинация    | [ 89 ]     |
| Online Film & Television Association Awards | Лучшее озвучивание                                                                    | Джеймс Вудс | Победа       | [ 89 ]     |
| Young Artist Awards                         | Лучшее озвучивание — телевидение или кино: молодой актёр                              | Джош Китон | Номинация    | [ 90 ]     |

## Наследие

### Отменённое продолжение
Был запланирован сиквел «Геркулес 2: Троянская война». По сюжету, Геркулес живёт в Афинах с Мегарой и их дочерью Гебой. Однако, когда старая подруга по имени Елена захвачена злым Парисом, Геркулес присоединяется к объединённой греческой армии, когда они отправляются на войну. Однако эта война создаст откровения, и Геркулес находит старого друга, который в конечном итоге пропадает без вести. Проект был отменён, когда Джон Лассетер был назначен новым креативным директором Disney в 2006 году, в котором он отменил все сиквелы, которые планировал Disneytoon.

### Мультсериал
«Геркулес: Как стать героем» — американский анимационный фэнтезийный телевизионный фильм 1999 года, снятый Walt Disney Television Animation. Фильм является мидквелом оригинального мультфильма. Он был выпущен 17 августа 1999 года. Фильм является пакетным фильмом, объединяющим три эпизода сериала в качестве сегментов воспоминаний. «Геркулес» — американский мультсериал, основанный на оригинальном мультфильме и древнегреческой мифологии. Премьера сериала состоялась в синдикации 31 августа 1998 года и на ABC через блок «Disney’s One Saturday Morning» 12 сентября 1998 года. Синдицированный показ длился 52 эпизода, в то время как на ABC показ длился 13 эпизодов.

### Мюзикл
6 февраля 2019 года было объявлено, что премьера мюзикла по мотивам мультфильма состоится в театре Делакорт в Центральном парке в рамках ежегодного фестиваля «Шекспир в парке» с 31 августа по 8 сентября. Менкен и Зиппель вернулись, чтобы написать песни, в то время как Кристоффер Диас написал книгу, режиссёр — Лир де Бессоне, Чейз Брок будет хореографом. В актёрский состав входили Джелани Алладин (Геркулес), Роджер Барт (Аид), Джефф Хиллер (Паник), Джеймс Монро Айглхарт (Фил), Рамона Келлер (Талия), Тамика Лоуренс (Калиопа), Криста Родригес (Мег) и Рема Уэбб (Терпсихор). Пересмотренная версия мюзикла запланирована на Paper Mill Playhouse в Миллберне, штат Нью-Джерси, в течение сезона 2022-23 годов, с 9 февраля по 12 марта 2023 года. Пересмотренная книга будет написана Кваме Квей-Армой и Робертом Хорном.

### Ремейк
29 апреля 2020 года было объявлено, что Walt Disney Pictures разрабатывает ремейк «Геркулеса», а Джеффри Сильвер и Карен Гилкрист, ранее продюсировавшие ремейк «Короля Льва», будут продюсировать фильм. Джо и Энтони Руссо также выступят в качестве продюсеров фильма через свою компанию AGBO, в то время как Дэйв Каллахэм напишет сценарий. 7 мая 2020 года братья Руссо заявили, что ремейк не будет повторять оригинальный мультфильм «один в один», так как они хотят, чтобы у фильма были новые элементы, но всё ещё «что-то, что находится в духе оригинала и вдохновлено им». В июне 2022 года было объявлено, что Гай Ричи, который ранее режиссировал ремейк «Аладдина», подписал контракт на режиссуру фильма. Джо Руссо рассказал «GamesRadar», что новый фильм отдаст дань уважения оригиналу с более современным вращением, и рассказал, что это также будет современный мюзикл, вдохновленный TikTok. Премьера состоится в 2023 году. В августе 2023 года стало известно, что актёру Тэрону Эджиртону и певице Ариана Гранде прочат главные роли в фильме.